# Blepharella rubricosa
Blepharella rubricosa là một loài ruồi trong họ Tachinidae.